# 住吉耕作
住吉 耕作（すみよし こうさく、1907年10月1日 - 1971年）は、日本の陸上競技（投擲）選手。
1920年代後半から1930年代前半までやり投で活躍した選手で、「槍の住吉」と呼ばれた。オリンピック出場2回（1928年アムステルダム・1932年ロサンゼルス）。姓はのちに岩崎。早稲田大学理工学部卒業。

## 生涯
広島県安芸郡江田島町（現在の江田島市）生まれ。呉一中（現在の広島県立呉三津田高等学校）を卒業。1925年の第7回極東選手権競技大会（マニラ）にやり投と走高跳で出場。
早稲田大学に進学後はやり投選手として活躍。1927年、第8回極東選手権競技大会（上海）ではやり投で優勝。
1928年4月29日に関東選手権で61m08の記録を出して日本記録を更新。以後、自らの持つ日本記録を4度塗り替えており、1930年8月31日にウィーンで開催された国際競技会（世界学生大会とも）で記録した66.42mが住吉の最高記録である。1928年から日本陸上競技選手権大会で優勝4回。1928年にはアムステルダムオリンピックにやり投で出場した。
早稲田大学競走部主将となる。
1932年ロサンゼルスオリンピックにやり投で出場。練習では好調で68m線を越えていたものの、本番では調子が上がらず7位に終わった。
1936年ベルリンオリンピックでは日本選手団総務。その後、結婚により姓が岩崎となる。
1971年、セイロン（現在のスリランカ）にて没。